# زابرجه (سینیتسا)
زابرجه (به صربی: Zabrđe) یک منطقهٔ مسکونی در صربستان است که در سینیتسا واقع شده‌است. زابرجه ۱٫۲۰ کیلومتر مربع مساحت و ۵۰ نفر جمعیت دارد.